# Midway (Alabama)
Pour les articles homonymes, voir Midway.
Midway est une ville du comté de Bullock, en Alabama, aux États-Unis,.
La ville est initialement située dans le comté de Barbour. Son premier habitant est Samuel Feagin qui devient courtier immobilier mais aussi le premier agent de la poste. Il y construit une auberge, un magasin et une étape à diligence. La ville est intégrée au comté de Bullock lorsqu'elle est formée en 1866. En 1870, la ville est incorporée et le chemin de fer Montgomery and Eufaula Railroad arrive au début des années 1870. Au milieu des années 1870, une grande partie du quartier des affaires est détruit par un incendie et reconstruit en 1878.

## Démographie
| 1880 | 1890 | 1900 | 1910 | 1920 | 1930 | 1940 | 1950 |
| ---- | ---- | ---- | ---- | ---- | ---- | ---- | ---- |
| 450  | 612  | 430  | 464  | 524  | 710  | 617  | 544  |

| 1960 | 1970 | 1980 | 1990 | 2000 | 2010 | - | - |
| ---- | ---- | ---- | ---- | ---- | ---- | - | - |
| 594  | 558  | 593  | 455  | 457  | 499  | - | - |

## Source de la traduction
- (en) Cet article est partiellement ou en totalité issu de l’article de Wikipédia en anglais intitulé « Midway, Alabama » (voir la liste des auteurs).